# Jirón (heráldica)

Jirón heráldico.

En heráldica, se denomina jirón a una pieza honorable de forma triangular, con uno de sus vértices situados en el abismo del escudo (centro) y con uno de sus lados ocupando la mitad de una de las diagonales del blasón. Siempre es de color, metal o esmalte diferentes de los del campo. Sus dimensiones equivalen a una octava parte de la superficie total del escudo. Con esta pieza se pueden obtener ocho divisiones en el escudo. En el caso de que se utilice solamente un jirón pero siempre debe figurar situando uno de sus lados en la diagonal que llega a la parte superior de la diestra del escudo.
Puede representar el pañuelo o perpunte que las damas entregaban a los caballeros para que los lucieran en sus torneos como divisa en prueba de su favor. También se ha indicado que simboliza haber recibido por sus hazañas el favor real, siendo muy frecuente en armería francesa en honor de las proezas logradas por los caballeros en los torneos, dado que en diversas ocasiones los ropajes que cubrían su armadura terminaban destrozados en jirones.
«El escudo se llama gironado cuando es de ocho girones [...] debiéndose especificar su número cuando es mayor o menor; pues rara vez se ve un girón solo, y muchas seis, diez, doce o diez y seis, acabando solo en el centro del escudo».
Como atributo heráldico, el jirón recibe diferentes calificaciones de curvilíneo o redondeado. Se trata de una pieza derivada, poco frecuente en la heráldica española (en torno al 0,08%).
«En España con diverso significado la antigua familia de los Girones cuyo jefe y tronco son los duques de Osuna, trae en su escudo tres girones en palo movientes de la punta o pie y de color encarnado».
Según cuenta la leyenda, «el traer esta casa los tres girones en su escudo tuvo origen en Rodrigo de Cisneros porque en una batalla contra los moros, habiéndole muerto al rey D. Alfonso su caballo, y dándole este caballero el suyo, le cortó tres girones de la sobreveste al tiempo de montar el rey en él, que puso después en memoria por armas y acrecentó el mismo rey con el castillo y león de las armas reales, dejando por bordura los quince puntos de ajedrez de oro y encarnado, por no perder las antiguas de su casa».
La leyenda no tiene fundamento y la supuesta hazaña no la mencionan los historiadores antiguos ni forma parte de la tradición popular y no fue hasta un siglo después de la vida del rey Alfonso VI que comenzó la costumbre de pintar armas y de utilizar blasones.